# Розподіл Больцмана
У статистичній механіці та математиці розподіл Больцмана (також відомий як розподіл Гіббса) — це розподіл імовірностей або міра ймовірності, що визначає ймовірність того, що система буде в певному мікростані як функція енергії цього стану та температури системи. Розподіл виражається у наступному вигляді: {\displaystyle p_{i}\propto \exp \left(-{\frac {\varepsilon _{i}}{kT}}\right),} де {\textstyle p_{i}} — ймовірність системи перебувати в стані {\textstyle i}, {\textstyle \exp } — експоненційна функція, {\textstyle \varepsilon _{i}} — енергія цього стану, а константа {\textstyle kT} розподілу — це добуток сталої Больцмана {\textstyle k} та термодинамічної температури {\textstyle T}.
Відношення ймовірностей двох станів відоме як фактор Больцмана і, як правило, залежить лише від різниці енергій цих станів: {\displaystyle {\frac {p_{i}}{p_{j}}}=\exp \left({\frac {\varepsilon _{j}-\varepsilon _{i}}{kT}}\right).}
Розподіл Больцмана названо на честь Людвіга Больцмана, який вперше сформулював його в 1868 році під час своїх досліджень статистичної механіки газів у термодинамічній рівновазі.
Розподіл Больцмана не слід плутати з розподілом Максвелла–Больцмана або статистикою Максвелла–Больцмана. Розподіл Больцмана надає ймовірність того, що система буде в певному стані як функція енергії цього стану, тоді як розподіли Максвелла–Больцмана дають ймовірності швидкостей або енергій частинок в ідеальних газах. Однак, розподіл енергій у одновимірному газі слідує розподілу Больцмана.
Розподіл Больцмана — це розподіл ймовірності, який визначає ймовірність певного стану як функцію енергії цього стану та температури системи, до якої застосовується розподіл. Він задається як: {\displaystyle p_{i}={\frac {1}{Q}}\exp \left(-{\frac {\varepsilon _{i}}{kT}}\right)={\frac {\exp \left(-{\frac {\varepsilon _{i}}{kT}}\right)}{\sum _{j=1}^{M}\exp \left(-{\frac {\varepsilon _{j}}{kT}}\right)}},} де {\textstyle \exp } — експоненційна функція, {\textstyle p_{i}} — ймовірність стану {\textstyle i}, {\textstyle \varepsilon _{i}} - енергія стану {\textstyle i}, {\textstyle k} — стала Больцмана, {\textstyle T} — абсолютна температура системи, {\textstyle M} — кількість усіх станів, доступних для системи,
{\textstyle Q} — нормалізаційний знаменник, який є канонічною статистичною сумою {\textstyle Q=\sum _{j=1}^{M}\exp \left(-{\frac {\varepsilon _{j}}{kT}}\right)}. Він випливає з обмеження, що сума ймовірностей усіх доступних станів має давати 1.
Статистичну суму можна обчислити, якщо ми знаємо енергії станів, доступних для системи, що нас цікавить. Для атомів значення статистичної суми можна знайти в базі даних атомних спектрів Національного інституту стандартів і технологій.
Розподіл показує, що стани з нижчою енергією завжди матимуть вищу ймовірність заселення, ніж стани з вищою енергією. Він також може надати нам кількісні відносини між ймовірностями заселення двох станів. Співвідношення ймовірностей для станів {\textstyle p_{i}} та {\textstyle p_{j}} задається як: {\displaystyle {\frac {p_{i}}{p_{j}}}=\exp \left({\frac {\varepsilon _{j}-\varepsilon _{i}}{kT}}\right)} де:
{\textstyle p_{i}} - ймовірність стану {\textstyle i}, {\textstyle p_{j}} - ймовірність стану {\textstyle j}, {\textstyle \varepsilon _{i}} - енергія стану {\textstyle i}, {\textstyle \varepsilon _{j}} - енергія стану {\textstyle j}.
Відповідне співвідношення популяцій енергетичних рівнів також має враховувати їхні виродження.
Розподіл Больцмана часто використовується для опису розподілу частинок, таких як атоми або молекули, по зв’язаних станах, доступних для них. Якщо у нас є система, що складається з багатьох частинок, ймовірність того, що частинка буде у стані {\textstyle i}, практично дорівнює ймовірності того, що, якщо ми виберемо випадкову частинку з цієї системи та перевіримо, в якому стані вона знаходиться, ми знайдемо її в стані {\textstyle i}. Ця ймовірність дорівнює кількості частинок у стані {\textstyle i}, поділеній на загальну кількість частинок у системі, тобто частці частинок, що займають стан {\textstyle i}. {\displaystyle p_{i}={\frac {N_{i}}{N}}} де {\textstyle N_{i}} - кількість частинок в стані {\textstyle i}, а {\textstyle N} - загальна кількість частинок у системі. Ми можемо використовувати розподіл Больцмана, щоб знайти цю ймовірність, яка, як ми бачили, дорівнює частці частинок, що знаходяться у стані {\textstyle i}. Таким чином, рівняння, що дає частку частинок у стані {\textstyle i} як функцію енергії цього стану, задається як{\displaystyle {\frac {N_{i}}{N}}={\frac {\exp \left(-{\frac {\varepsilon _{i}}{kT}}\right)}{\sum _{j=1}^{M}\exp \left(-{\frac {\varepsilon _{j}}{kT}}\right)}}}
Це рівняння має велике значення для спектроскопії. У спектроскопії ми спостерігаємо спектральну лінію атомів або молекул, що переходять з одного стану в інший. Для того, щоб це було можливо, має бути деяка кількість частинок у першому стані для переходу. Ми можемо виявити, що ця умова виконується, знайшовши частку частинок у першому стані. Якщо вона незначна, перехід дуже ймовірно не буде спостерігатися при температурі, для якої було зроблено розрахунок. Загалом, більша частка молекул у першому стані означає вищу кількість переходів до другого стану. Це надає сильнішу спектральну лінію. Однак, існують інші фактори, які впливають на інтенсивність спектральної лінії, такі як те, чи є перехід дозволеним або забороненим.
Функція softmax, яка часто використовується в машинному навчанні, пов’язана з розподілом Больцмана: {\displaystyle (p_{1},\ldots ,p_{M})=\operatorname {softmax} \left[-{\frac {\varepsilon _{1}}{kT}},\ldots ,-{\frac {\varepsilon _{M}}{kT}}\right]}
Розподіл у формі: {\displaystyle \Pr \left(\omega \right)\propto \exp \left[\sum _{\eta =1}^{n}{\frac {X_{\eta }x_{\eta }^{\left(\omega \right)}}{k_{B}T}}-{\frac {E^{\left(\omega \right)}}{k_{B}T}}\right]} називається узагальненим розподілом Больцмана деякими авторами.
Розподіл Больцмана є спеціальним випадком узагальненого розподілу Больцмана. Узагальнений розподіл Больцмана використовується в статистичній механіці для опису канонічного ансамблю, великого канонічного ансамблю та ізотермо-ізобаричного ансамблю. Узагальнений розподіл Больцмана, як правило, виводиться з принципу максимальної ентропії, але існують і інші похідні.
Узагальнений розподіл Больцмана має наступні властивості:
- Це єдиний розподіл, для якого ентропія, визначена за формулою ентропії Гіббса, збігається з ентропією, визначеною в класичній термодинаміці(інші мови).
- Це єдиний розподіл, який математично узгоджений із фундаментальним термодинамічним відношенням(інші мови), де функції стану описуються за середніми значеннями ансамблю.

Розподіл Больцмана з’являється в статистичній механіці при розгляді замкнутих систем з фіксованим складом, що перебувають в термальній рівновазі (рівновазі з точки зору обміну енергією). Найбільш загальний випадок — це ймовірнісний розподіл для канонічного ансамблю. Деякі спеціальні випадки (які можуть бути отримані з канонічного ансамблю) показують розподіл Больцмана з різних аспектів:
- Канонічний ансамбль (загальний випадок): Канонічний ансамбль надає ймовірності різних можливих станів замкнутої системи фіксованого об’єму, що перебуває в термальній рівновазі з тепловим резервуаром(інші мови). Канонічний ансамбль має розподіл ймовірностей станів у формі Больцмана.
- Статистичні частоти станів підсистем (у колекції невзаємодіючих копій): Коли система, що цікавить, є колекцією багатьох невзаємодіючих копій меншої підсистеми, іноді корисно знайти статистичну частоту даного стану підсистеми серед колекції. Канонічний ансамбль має властивість сепарабельності, коли застосовується до такої колекції: доки невзаємодіючі підсистеми мають фіксований склад, то стан кожної підсистеми незалежний від інших і також характеризується канонічним ансамблем. В результаті, очікуваний розподіл статистичних частот станів підсистем має форму Больцмана.
- Статистика Максвелла-Больцмана класичних газів (системи невзаємодіючих частинок): У системах частинок, багато частинок ділять один простір і регулярно змінюють місця одна з одною; простір станів окремих частинок, який вони займають, є спільним простором. Статистика Максвелла–Больцмана дає очікувану кількість частинок, знайдених у даному стані окремої частинки, в класичному газі невзаємодіючих частинок при рівновазі. Цей очікуваний розподіл кількості має форму Больцмана.

50 років відділяє нас від дня трагічної загибелі одного з найвидатніших фізиків XIX століття, автора фундаментальних досліджень з кінетичної теорії газів, термодинаміки і теорії випромінювання, переконаного і пристрасного борця за атомістичні погляди в науці — Людвіга Больцмана. Ім’я Больцмана нерозривно пов’язане з обґрунтуванням і розвитком статистичної фізики. Він відкрив фундаментальний закон стаціонарного "Больцманівського розподілу", який червоною ниткою проходить через усі відділи статистичної фізики. Йому належить статистична інтерпретація другого початку термодинаміки і знаменита H-теорема, які лягли в основу теорії необоротних процесів; він є автором кінетичного рівняння, на базі якого виросла сучасна фізична кінетика. Він також автор одного з законів випромінювання абсолютно чорного тіла, що призвів до "ультрафіолетової катастрофи" класичної фізики, усунення якої сприяло розвитку теорії квантів.
Доля Людвіга Больцмана як одного з основоположників сучасної фізики можна порівняти лише з долею Георга Кантора, великого творця теорії множин. Ідеї обох вчених не були належним чином зрозумілі та оцінені за їх життя, що трагічно позначилося на долях цих геніальних людей. Однак, їхні творіння були оцінені наступними поколіннями і зіграли значну роль у розвитку фізики та математики. Сучасну математику неможливо уявити без методів теорії множин, так само як і сучасну фізику без статистичних методів, основоположником і ревним пропагандистом яких є Людвіг Больцман.
Больцман народився 20 лютого 1844 року у Відні. Його батько, фінансовий комісар, рано помер. Його брат Альбер, також високообдарований юнак за свідченнями співвітчизників, помер від туберкульозу легенів, будучи ще учнем гімназії. У Больцмана була ще сестра Гедвіг, чиє життя також обірвалося рано і трагічно через затьмарення розуму.
Больцман закінчив курс гімназії у Лінці і в 1863 році вступив до Віденського університету, де слухав лекції Стефана і розпочав свої тісні та дружні стосунки з Лошмідтом, який справив великий вплив на формування його наукових інтересів. У студентські роки з’являється його перша робота "Про рух електрики на вигнутих поверхнях" (1865 р.) і рік по тому - друга "Про механічне значення другого закону теорії тепла", що вказували на дві галузі фізики, яким він приділяв увагу: кінетичну теорію газів і максвеллівську теорію електромагнітного поля.
Отримавши в 1866 році, у віці 22 років, докторський ступінь, Больцман зайняв посаду приват-доцента фізики у Віденському університеті, будучи до того асистентом Стефана. У 1869 році він переїхав до Граца на посаду професора теоретичної фізики, де і виконав більшість своїх фундаментальних досліджень.
Під час перебування в Граці до 1873 року, з короткими перервами для поїздок у Гейдельберг та Берлін, Больцман зблизився з такими вченими як Кірхгоф і Гельмгольц, а також познайомився з Софією Ковалевською. Повернувшись до Відня в 1873 році на кафедру математики свого вчителя Мота, він згодом знову повернувся до Граца як професор експериментальної фізики.
У 1890 році Больцман залишив Грац і переїхав до Мюнхена, де обійняв кафедру теоретичної фізики, а згодом успадкував кафедру свого вчителя у Віденському університеті після смерті Стефана в 1894 році. Останні роки життя Больцман провів у Відні, читаючи лекції з фізики та філософії, доки 5 вересня 1906 року його життя не обірвалося трагічно.
Наукова спадщина Людвіга Больцмана є надзвичайно багатою. Його оригінальні твори були видані в трьох томах у 1909 році. Крім цього, він залишив після себе низку курсів, серед яких найбільш фундаментальним вважається курс "Лекції з теорії газів". У цих лекціях систематично викладено його фундаментальні результати з кінетичної теорії матерії та статистичної фізики. Також варто відзначити "Лекції з максвеллівської теорії електрики і світла", прочитані в Мюнхені та видані в 1891-1893 роках, де Больцман активно популяризував вчення Фарадея і Максвелла про електрику і магнетизм. Він є автором також "Принципів механіки", які вирізняються глибиною підходу, і, спільно з його учнем Наблом, статті "Кінетична теорія матерії" та "Енциклопедії математичних наук".
Методологічні погляди Больцмана знайшли своє вираження в його численних публічних лекціях і виступах. Через півстоліття після його смерті ми в змозі оцінити значення його внеску в науку, враховуючи не лише його безпосередні досягнення, але й роботи послідовників, які розвивали його ідеї. Будівля науки, що виросла на фундаментальних ідеях Больцмана, свідчить про величезний внесок вченого у розвиток фізики та суміжних наук.
У своїх теоретичних роботах Больцман був насамперед пристрасним і переконаним прихильником молекулярної теорії. Уявлення про те, що макроскопічні матеріальні тіла не є безперервним середовищем і складаються з величезної кількості дрібниць, сходять, як добре відомо, ще до Демокріта. Але тільки в XIX столітті це уявлення призвело до створення закінченої фізичної теорії - кінетичної теорії матерії і статистичної фізики. Саме Больцману належать фундаментальні ідеї, що завершують цю лінію розвитку.
Спочатку основною ідеєю кінетичної теорії матерії було молекулярно-кінетичне тлумачення першого початку термодинаміки - закону збереження енергії. Потім, у другій половині XIX століття, у 1859 р., Максвелл відкрив рівноважний розподіл газових молекул. Больцман у 1868-1875 рр. узагальнив результати Максвелла на гази, що перебувають у зовнішньому силовому полі. Таким чином, він прийшов до формули "рівноважного больцманівського розподілу", що стала згодом основою всієї класичної статистичної фізики.
Щоб зрозуміти ту важку обстановку, в якій доводилося творити великому фізику, ту напружену ідейну боротьбу, яку він вів, необхідно врахувати становище, що склалося у фізиці наприкінці минулого століття. Розквіт його наукової творчості припав на період панування прихильників теорії "чистого опису". Класична фізика, розвиваючи ідеї Ньютона і Декарта, прагнула бути продовженням механіки і всі явища намагалася зводити до механічного руху. Наприклад, загальний закон збереження та перетворення енергії був сприйнятий і зрозумілий більшістю фізиків суто механічно, як наслідок відомої теореми механіки, якщо прийняти, що теплові та інші явищ а мають механічну природу. Інакше йшла справа з другим початком термодинаміки, що констатував незворотність усіх реальних процесів. Другий початок формулювали як узагальнення досвіду, причому його фізичний сенс залишався нез’ясованим, так само як і межі застосовності. Як висновок, заснований на прямолінійному застосуванні другого початку до всього всесвіту, виходив закон розсіювання енергії і як його наслідок - "теплова смерть" всесвіту. Ця остання обставина породила труднощі для класичної механістичної фізики. Якби всі фізичні явища можна було звести до механічних, то залишився б абсолютно незрозумілим закон розсіювання енергії. Звідси і отримало початок настільки гучне протиставлення "енергетичного" (взагалі феноменологічного) і механічного світоглядів.
Енергетисти (взагалі прихильники "чистого опису") стверджували, що завданням науки і теорії має бути якомога простіший опис явищ, теорія має бути математичним вираженням відносин, даних безпосередньо в досвіді. При цьому теорія має відмовитися від гіпотез, модельних уявлень, від спроб пояснення явищ, зведення їх до найпростіших. За самим духом своєї побудови феноменологія приписала другому початку універсальність і абсолютну вірність. Висунуте ж Больцманом статистичне тлумачення другого принципу термодинаміки відкривало найширші можливості для злиття термодинаміки з атомістикою. Слід нагадати, що атомістична гіпотеза не користувалася популярністю в науковому світі, бо в ті часи прямих експериментальних доказів на користь атомістики ще не було і Больцману доводилося все своє життя захищати атомістику від незліченних нападок. "Я є останнім, який думає заперечувати можливість побудови іншої, ніж атомістичної картини природи," — з гіркотою пише він у своїх "Принципах механіки". Один з глашатаїв феноменології Оствальд тільки в 1908 році, через два роки після смерті Больцмана, відкрито визнав існування атомів і молекул під впливом прямих експериментів.
Зупинимося трохи докладніше на методологічних поглядах Больцмана. Своєрідність філософських і методологічних принципів, які захищав Людвіг Больцман, значною мірою визначила незвичайну долю його творчості. Він був членом головних Академій Старого і Нового світу, низка університетів обрала його почесним доктором. І однак наприкінці життя погляди його було оголошено антинауковими, а самого його - вченим "старої школи".
Щоб мати уявлення про ситуацію, що склалася, досить навести висловлювання одного німецького журналу (1898 р.) з приводу виходу у світ нині класичної книги Больцмана "Лекції з теорії газів". Цей журнал писав: "Теорія кінетична, як відомо, так само помилкова, як і різні механічні теорії гравітації, зокрема вона помилково розуміє принцип збереження енергії. Якщо однак хтось захоче з нею познайомитися, нехай візьме до рук книгу Больцмана".
З приводу цього висловлювання великий учень Больцмана, польський фізик Маріан Смолуховський, каже: "Вельми повчально стежити за мінливими долями наукових теорій. Вони цікавіші, ніж мінливі долі людей, бо кожна з них містить у собі щось безсмертне, хоча б частку вічної істини".
У промові "Про значення теорії" Больцман пише: "Я дотримуюся думки, що завдання теорії полягає в конструюванні існуючого в нас відображення зовнішнього світу, яке має слугувати дороговказною зіркою у всіх наших думках і експериментах...".
Ці слова Больцмана підсумовують його відданість науці як шляху до розуміння світу, наголошуючи на важливості теоретичних підходів у наукових дослідженнях. Вони також нагадують нам, що наукові відкриття та теоретичні розробки потребують не тільки глибокого розуміння наявних даних, але й здатності бачити за межами існуючих парадигм, мужності ставити під сумнів прийняті істини та відкритості до нових, іноді незвичайних, ідей. Больцман наголошував на тому, що справжній прогрес у науці часто вимагає відкидання старих уявлень і прийняття нових підходів, що можуть здатися радикальними або неприйнятними з погляду існуючих наукових переконань.
Людвіг Больцман залишає після себе спадщину не тільки як видатний вчений, але й як філософ науки, чиї ідеї про природу наукового знання, процеси відкриттів та важливість теоретичного мислення залишаються актуальними для сучасних дослідників. Він показав, що сміливість у наукових пошуках, готовність до експериментування з новими ідеями та віра в силу раціонального аналізу можуть відкривати шляхи до глибших розумінь світу.
Больцманова відданість пошуку істини, його непохитна віра в науковий метод та його глибоке розуміння того, що наука — це невпинний процес дослідження, який ніколи не закінчується, надихають науковців по всьому світу. Його життя нагадує нам, що кожне нове відкриття в науці є кроком на шляху до більш глибокого розуміння складності та краси природного світу.
Врешті-решт, спадщина Людвіга Больцмана — це заклик до наукової громади продовжувати досліджувати, ставити під сумнів і шукати відповіді, попри всі труднощі та непорозуміння. Його життя та робота служать нагадуванням про те, що в науці завжди є місце для новаторства, креативності та, що найважливіше, для нескінченного прагнення до знань.
Як не дивно, але свого часу Больцману у зв’язку з його боротьбою проти абсолютизування суто феноменологічних теорій довелося відстоювати користь і необхідність гіпотез для розвитку науки. У статті "Про статистичну механіку" Больцман пише: "Наші теорії жодним чином не побудовані з логічно незаперечних істин; навпаки, вони складаються з більш-менш довільних картин — так званих гіпотез". Кірхгоф у праці з механіки ставить собі завданням описати явища природи якомога просто і наочно, відмовляючись від будь-якого їхнього пояснення. Його роботою почалася модна на той час "описова фізика". Її прихильники заперечували проти пояснення явищ природи, оскільки ми не в змозі до кінця пояснити їх. Найпростіші закономірності природи не можуть бути на даному етапі розвитку науки об’єктом пояснення. "Наука про природу тільки розкладає комплекси на простіші й однорідніші складові частини, зводить більш складні закони до більш фундаментальних" - каже Больцман. На цьому процес пояснення, природно, має закінчуватися. Але ця природна межа пояснення не є проявом обмеженості нашого інтелекту, так само як не є дефектом нашого зору те, що ми не можемо бачити крізь непрозорі предмети. Сам Больцман пише з цього приводу: "Деякі проблеми нагадують запитання, поставлене одному художникові: ’Що за картину він сховав за завісою?’ - ’Завіса... і є картина’, - відповів художник. Йому було наказано обдурити знавців своїм мистецтвом, для чого він і намалював картину, що зображає завісу. Зазвичай вбачають обмеження нашого інтелекту в тій обставині, що якби нам вдалося відкрити найпростіші, основні закони, то ми не були б у змозі їх далі пояснити, тобто розкласти на простіші. Чи не стоїмо ми перед вищезгаданою намальованою завісою?".
Больцман був послідовним атомістом і доклав багато сил, щоб відстояти право атомістичної теорії на існування: "... Усі спостереження одноголосно доводять, що існують тіла таких незначних розмірів, що тільки зчіплюючись мільйонами, вони можуть збуджувати наші органи чуття. Ми називаємо їх атомами і молекулами... Про структуру атома ми не будемо знати нічого доти, доки на підставі спостережень нам не вдасться сформулювати якусь гіпотезу... Надію на успіх дає спектральний аналіз. Існування атомів і молекул є, звичайно, тільки гіпотезою. Можливо, атомістична гіпотеза буде витіснена якою-небудь іншою гіпотезою. Може бути, але неймовірно." Неймовірно, на думку Больцмана, тому, що на основі атомістичної гіпотези були зроблені передбачення, які він ставить у ряд із передбаченням планети Нептуна Левер’є. І далі: "Тісно до атомістики примикає гіпотеза про те, що елементи тілесного світу не залишаються в спокої, утворюючи матерію, але що вони перебувають у безперервному русі. І ця гіпотеза, яку називають механічною теорією тепла, також являє собою погляд, що твердо спирається на факти" (Стаття "2-й закон механічної теорії тепла").
"Не логіка, не філософія, не метафізика вирішують в останній інстанції, що є вірно або помилково, а справа. Те, що веде нас до правильної справи, те й істина. Тому я вважаю завоювання техніки не побічними продуктами природничих наук, а логічними доказами. Якби ми не досягли цих практичних результатів, ми не знали б, як міркувати".
Можна було б навести ще чимало висловлювань Больцмана з питань методології фізики і навіть суто філософських. Больцман часто виступав з популярними лекціями, доповідями, які були видані окремою книгою "Populare Schriften", причому він не боявся псувати стосунки, чим завоював собі славу людини незлагідної, з неспокійним характером. Цим, мабуть, пояснюються його часті переїзди і зміна професур.
Боротьба Больцмана проти махізму, яку він вів з великою енергією, відзначена у В. І. Леніна. У книзі "Матеріалізм і емпіріокритицизм" читаємо: "З німецьких фізиків систематично боровся проти махістської течії померлий 1906 року Людвіг Больцман. Захопленню новими гносеологічними догмами він протиставляв просте і ясне зведення махізму до соліпсизму... Больцман, звісно, боїться назвати себе матеріалістом і навіть спеціально обмовляється, що він зовсім не проти буття божого. Але його теорія пізнання по суті справи матеріалістична і висловлює вона думку більшості натуралістів".
Перейдемо до характеристики фізичних поглядів Больцмана і насамперед його механіцизму. Сам він про це пише: "Якщо ви запитаєте мене щодо мого переконання, чи назвуть нинішнє століття залізним віком або віком пари та електрики, я відповім не замислюючись, що наше століття буде називатися століттям механічного світорозуміння, століттям Дарвіна". У цих словах прихований глибокий сенс: Больцман не тільки механіст у вузькому сенсі слова. Мовою природодослідника того часу слово механіцизм означало найчастіше просто світогляд, що базується на визнанні причинності та закономірності в природі.
За Больцманом механіка слугує фундаментом загального природознавства, оскільки найпростіше явище - це зміна місця. "Ми вибираємо для пояснення явищ природи сукупність дуже великої кількості дуже малих частинок, що неперервно рухаються і підкоряються законам механіки" ("Принципи механіки"). Таким чином, атомістика Больцмана — це механічна атомістика, що відрізняється від наших сучасних уявлень.
Больцман не заперечував можливості немеханічного пояснення природи; він не зводив механіцизм до абсолюту, а просто вважав, що в його час нічого кращого не було. "Ніхто не стверджує, що існує доказ того, що сукупність явищ природи може бути пояснена механічно. Я сам колись ламав списи за механічний погляд на природу, але тільки в тому сенсі, що він є колосальним прогресом порівняно з колишнім, суто містичним. Містичним". І далі: "Це уявлення є для нас тільки досвідом, який може бути вдосконалений, а з часом, можливо, навіть взагалі залишено" ("Математика про енергетику"). При цьому Больцман вважав, що всяке нове немеханічне світорозуміння повинно буде включити в себе елементи колишнього механічного. Але він люто відбивав спроби відкинути його теорії тільки тому, що вони механістичні і відстоюють атомістику, хоча опоненти не могли запропонувати щось краще. "Не від енергетики, не від феноменології прийшов промінь надії немеханічного пояснення природи, але від атомістичної теорії. Годі й казати, що я маю на увазі сучасну електронну теорію" - так вітав Больцман появу останньої.
Больцман був дослідником найвищою мірою оригінальним і поряд із видатними теоретичними роботами є автором низки тонких експериментальних досліджень. Високий рівень його математичної культури, багата фантазія, інтуїція та експериментальні здібності характеризують його наукове обличчя. Больцман не йде напролом до вирішення складних проблем. "У природознавстві найменше, ніж будь–де, виправдовується положення, що прямий шлях — найкоротший" — каже він. Але й займаючись проблемами, які здаються йому розв’язними в даний момент, він не втрачає з поля зору великі проблеми загального характеру.
Больцман був не тільки видатним ученим, а й видатним викладачем. Вражає його вміння кристально ясно викладати найскладніші питання теоретичної фізики. Утім, прагнення до ясності, строгості та закінченості взагалі відрізняє його творчість. Больцман був людиною дуже широкого діапазону. Серед робіт Больцмана є роботи і з математики, і з механіки, і з гідродинаміки, і з теорії пружності, і з теорії електромагнітного поля та оптики, і з термодинаміки і кінетичної теорії газів. Значення цих робіт неоднакове. З них, безперечно, виділяються роботи з кінетичної теорії газів, і статистичного обґрунтування термодинаміки.
Больцман був дослідником найвищою мірою оригінальним і поряд із видатними теоретичними роботами є автором низки тонких експериментальних досліджень. Високий рівень його математичної культури, багата фантазія, інтуїція та експериментальні здібності характеризують його наукове обличчя. Больцман не йде напролом до вирішення складних проблем. "У природознавстві найменше, ніж будь-де, виправдовується положення, що прямий шлях - найкоротший" - каже він. Але й займаючись проблемами, які здаються йому розв’язними в даний момент, він не втрачає з поля зору великі проблеми загального характеру.
Больцман був не тільки видатним ученим, а й видатним викладачем. Вражає його вміння кристально ясно викладати найскладніші питання теоретичної фізики. Утім, прагнення до ясності, строгості та закінченості взагалі відрізняє його творчість.
Больцман був людиною дуже широкого діапазону. Серед робіт Больцмана є роботи і з математики, і з механіки, і з гідродинаміки, і з теорії пружності, і з теорії електромагнітного поля та оптики, і з термодинаміки і кінетичної теорії газів. Значення цих робіт неоднакове. З них, безперечно, виділяються роботи з кінетичної теорії газів, і статистичного обґрунтування термодинаміки.
Постараємося простежити появу найважливіших робіт Больцмана в цій області. У 1871-1872 роках з’являються три найважливіші роботи Больцмана: ";Про теплову рівновагу багатоатомних газів", "Аналітичний доказ другого закону механічної теорії тепла" і "Подальше дослідження теплової рівноваги газових молекул". У цих роботах аналізується встановлення теплової рівноваги в газах і розподіл Максвелла узагальнюються спочатку на випадок багатоатомних молекул, а потім на випадок суміші газів. При цьому виходить знаменитий больцманівський розподіл, який зустрічається всюди, де застосовується класична статистика.
У роботі 1875 року "Про теплову рівновагу в газі, на який діють зовнішні сили", показано, що отримані раніше результати зберігають свою силу для випадку газу, що перебуває в полі зовнішніх сил. У цій роботі Больцман формулює загальне газокінетичне рівняння саме в тому вигляді, в якому воно використовується і зараз, хоча в більш ранніх його роботах воно вже зустрічалося для різних окремих випадків. Усі докази він проводить виходячи зі свого рівняння. Вводячи функцію H (середній логарифм функції розподілу), він доводить свою знамениту H-теорему в найзагальнішому вигляді. H-теорема говорить: функція H з плином часу не може зростати, тобто її поведінка з точністю до знака аналогічна поведінці ентропії. Функція H залишається постійною для випадку термодинамічної рівноваги. У цій же роботі показано, що тільки больцманівський розподіл задовольняє умовам статистичної рівноваги. Через 2 роки, у 1877 році, у роботі "Про зв’язок між другим законом механічної теорії тепла і теорією ймовірностей" Больцман вказує на зв’язок H-функції зі статистичною вагою даного стану і показує таким чином, що найімовірніший стан і стан теплової рівноваги ідентичні. Ці результати потім узагальнюються на випадок багатоатомних молекул і на випадок наявності поля зовнішніх сил. Обчислюючи функцію H для випадку ідеального одноатомного газу, Больцман показав пропорційність ентропії та функції H; таким чином, ентропія була пов’язана з імовірністю даного макроскопічного стану. Цими роботами під термодинаміку було підведено статистичну базу, що є одним із найбільших відкриттів фізики, що дає змогу пов’язувати термодинамічні властивості речовини з її молекулярною будовою. Ця концепція є основою всієї статистичної фізики.
У низці наступних робіт Больцман розробляє методи наближеного розв’язання свого рівняння, виводить із нього гідродинамічні рівняння, досліджує можливість поширення кінетичної теорії газів на випадок сил тяжіння тощо. Він застосовує свій метод до явищ перенапруги в газах, розглядає явища дифузії, внутрішнього тертя та інші.
Тлумачення ентропії як величини, пропорційної логарифму ймовірності стану, є блискучим досягненням Больцмана. Це тлумачення відіграло основну роль і в наш час, послуживши, наприклад, основним поняттям сучасної теорії інформації.
Сьогодні, як ніколи, зрозумілий сенс великої формули Больцмана {\textstyle S=k\ln W}, яка, як сказав Зоммерфельд, "висічена на пам’ятнику Больцмана на Віденському цвинтарі, ширяє на тлі хмар, що плещуть над могилою великого Больцмана". Теорема Больцмана викликала величезну і вельми плідну дискусію, завдяки якій створилася низка нових наукових напрямів, наприклад, так звана ергодична теорія. Противники теореми вказували, що монотонна зміна величини S суперечить повній оборотності механіки (Лошмідт) і так званій теоремі про зворотність (Пуанкаре-Цермело), згідно з якою стани динамічних систем повинні через деякий час наближено повторюватися.
Зайнявшись більш уважним аналізом передумов теореми, Больцман приходить до яснішого формулювання статистичного характеру другого початку термодинаміки: зростання є лише найімовірнішою зміною ентропії за певних умов, що накладаються на початковий стан розглянутої молекулярної системи. Саме розглядаючи систему, яка в початковий момент {\textstyle t_{0}} була в малоймовірному стані і яка з плином часу переходить до більш імовірних станів, ми приходимо до переважно імовірного зростання ентропії, хоча можливе і її зменшення. З іншого боку, з оборотності механіки випливає, що до моменту {\textstyle t_{0}} ентропія мала б зменшитися з настільки ж великою ймовірністю. Таким чином, ми отримали оборотну флюктуацію в момент {\textstyle t_{0}}. Щоб зрозуміти незворотність статистичних процесів, потрібно тільки припустити, що ми присутні при загасанні космічно грандіозної флюктуації. Викладене виражає якраз короткий сенс флюктуаційної гіпотези Больцмана, який прагнув примирити спостережувану термодинамічну незворотність з матеріалістичним уявленням про необмежене існування всесвіту. Ця гіпотеза зіграла свою роль у боротьбі проти антинаукової теорії "теплової смерті" всесвіту. Уявлення про теплову смерть було засноване на застосуванні до всього всесвіту в цілому термодинамічних законів. Однак це - необґрунтована екстраполяція. Таке заперечення стосується, звісно, також флюктуаційної гіпотези Больцмана.
Проблема створення статистичної теорії необоротних процесів, перше розв’язання якої було дано Больцманом, виявилася вельми плідною. Цій проблемі присвятив усе своє життя його учень, великий польський фізик Маріан Смолуховський. Дослідження Смолуховського привели до створення статистичної теорії браунівського руху, яка зіграла величезну роль у науці. Досить сказати, що на базі цих робіт виросла сьогодні велика гілка математики - теорія марковських випадкових процесів. Дослідження браунівського руху призвело до відкриття міри Вінера, що має нині фундаментальне значення після робіт Фейнмана і в такій абсолютно новій галузі, як квантова теорія поля. Друга велика група робіт Больцмана присвячена максвеллівській теорії електромагнетизму. Больцман належить до числа шанувальників і пропагандистів теорії Максвелла, що йшла тоді в розріз зі звичними поглядами і здавалася багатьом математично надзвичайно складною.